# Dekanat Malczyce
Dekanat Malczyce – był to jeden z dekanatów w rzymskokatolickiej archidiecezji wrocławskiej. Został zlikwidowany 1 stycznia 2008 roku.
W skład dekanatu wchodziło 5 parafii:
- parafia Michała Archanioła → Chomiąża
- parafia św. Walentego → Lubiąż
- parafia Niepokalanego Poczęcia Najświętszej Maryi Panny → Malczyce
- parafia Najświętszej Maryi Panny Różańcowej→ Wilczków
- parafia św. Wawrzyńca → Wrocisławice